# Kemtchoug
Le Kemtchoug (en russe : Кемчуг), appelé Bolchoï Kemtchoug dans son cours supérieur (Большой Кемчуг), est une rivière de Russie qui coule en Sibérie dans le krai de Krasnoïarsk. C'est un affluent du Tchoulym en rive droite, donc un sous-affluent de l'Ob.

## Géographie
Son bassin a une superficie de 10 300 km2 (surface de taille plus ou moins équivalente à deux fois celle du département français du Nord). Son débit moyen à la confluence est de plus ou moins 60 m3/s.
Le Kemtchoug naît sur le versant ouest des monts Saïan, dans le krai de Krasnoïarsk. La rivière coule d'abord en direction du nord sous le nom de Bolchoï Kemtchoug (grand Kemtchoug), puis s'incurve très progressivement vers le nord-ouest, direction qu'il maintiendra globalement tout au long du reste de son parcours de 441 kilomètres. Après avoir reçu de droite les eaux du Malyï Kemtchoug (Petit Kemtchoug), il devient le Kemtchoug proprement dit. Son cours inférieur s'effectue en plaine et comporte de très nombreux méandres. 
Le Kemtchoug finit par confluer avec le Tchoulym au niveau de la petite localité d'Oust-Tchoulym.
Le Kemtchoug est habituellement pris par les glaces depuis la fin du mois d'octobre ou le début du mois de novembre, et ce jusqu'à la fin du mois d'avril ou au début du mois de mai.

## Hydrométrie - Les débits du Kemtchoug à Sourazovo
Le débit du Kemtchoug a été observé pendant 32 ans (durant la période 1959-1990) à Sourazovo, petite localité située à 111 kilomètres de son confluent avec le Tchoulym. 
Le débit inter annuel moyen ou module observé à Sourazovo sur cette période était de 49,3 m3/s pour une surface de drainage incluse dans l'observation de 7 800 km2, soit plus ou moins 76 % de la totalité du bassin versant de la rivière qui en compte 10 300. La lame d'eau écoulée dans le bassin atteint 199 millimètres par an, ce qui peut être considéré comme très satisfaisant, du moins dans le contexte du bassin de l'Ob, caractérisé par un écoulement assez modéré. 
Cours d'eau alimenté avant tout par la fonte des neiges, mais aussi par les pluies de la saison chaude, le Kemtchoug a un régime nivo-pluvial. 
Les hautes eaux se déroulent au printemps, surtout en mai, ce qui correspond au dégel et à la fonte des neiges. Dès le mois de juin, le débit s'effondre, et continue de baisser jusqu'au début de l'automne. On observe au mois d'octobre et surtout de novembre, un second sommet lié aux précipitations automnales. Au mois de décembre, le débit de la rivière s'affaisse à nouveau, ce qui mène à la période des basses eaux. Celle-ci a lieu de janvier à mars inclus et correspond aux intenses gelées hivernales. 
Le débit moyen mensuel observé en mars (minimum d'étiage) est de 5,25 m3/s, soit moins de 2 % du débit moyen du mois de mai (304 m3/s), ce qui souligne l'amplitude extrêmement importante des variations saisonnières. Ces écarts de débit mensuel peuvent être plus marqués encore d'après les années : sur la durée d'observation de 38 ans, le débit mensuel minimal a été de 0,32 m3/s en mars 1968, tandis que le débit mensuel maximal s'élevait à 652 m3/s en mai 1966. Et ces chiffres sont loin d'être exceptionnels.  
En ce qui concerne la période libre de glaces (de mai à octobre inclus), le débit minimal observé a été de 1,31 m3/s en juillet 1974. 